# Kokinosite
La kokinosite (simbolo IMA: Kkn) è un rarissimo minerale appartenente alla famiglia degli "ossidi e idrossidi" con composizione chimica Na2Ca2(V10O28) • 24H2O.

## Etimologia e storia
La kokinosite è stata chiamata in questo modo in onore del collezionista di minerali Michael Kokinos.

## Classificazione
La kokinosite è stata riconosciuta dall'Associazione Mineralogica Internazionale (IMA) come specie minerale indipendente nel 2013, pertanto non è elencata nella classica nona edizione della sistematica dei minerali di Strunz, aggiornata dall'IMA fino al 2009.
Il minerale è però presente nell'edizione successiva, proseguita dal database "mindat.org" e chiamata Classificazione Strunz-mindat. Qui la kokinosite si trova nella classe "4. Ossidi (idrossidi, V[5,6] vanadati, arseniti, antimoniti, bismutiti, solfiti, seleniti, telluriti, iodati)" e da lì nella sottoclasse "4.H V[5,6] Vanadati"; questa viene più finemente suddivisa in base al tipo di vanadato presente nel minerale, in modo tale che la kokinosite possa essere trovata nella sezione "4.HC [6]-Sorovanadati" dove è l'unico membro del sistema nº 4.HC.40.
Nella Sistematica dei lapis (Lapis-Systematik) di Stefan Weiß la kokinosite è elencata nella classe degli "ossidi" e da lì nella sottoclasse degli "ossidi di vanadio (polivanadati con V4+/5+)"; qui il minerale si trova nel "gruppo dei vanadati" dove forma il sistema nº IV/G.01 insieme a bluestreakite, gunterite, burroite, hughesite, huemulite, hummerite, lasalite, magnesiopascoite, nashite, pascoite, postite, rakovanite, schindlerite, sherwoodite e wernerbaurite.

## Abito cristallino
La kokinosite cristallizza nel sistema triclino nel gruppo spaziale P1 (gruppo nº 2) con i parametri reticolari a = 8,74899(19) Å, b = 10,9746(3) Å, c = 12,8216(9) Å, α = 114,492(8)°, β = 105,093(7)° e γ = 91,111(6)°, oltre ad avere 1 unità di formula per cella unitaria.

## Origine e giacitura
La kokinosite è stata trovata in parti umide della zona di ossidazione di un'arenaria contenente corvusite-montroseite; i minerali associati sono gesso, huemulite, metarossite, pascoite, rossite e wernerbaurite.
La kokinosite è rarissima ed è stata trovata solo nella sua località tipo, la miniera di "Saint Jude" (38.0658°N 108.80397°W) nel distretto minerario di Slick Rock, in Colorado (Stati Uniti); sempre in Colorado il minerale è stato rinvenuto anche nella miniera di "Burro", nella contea di San Miguel.
Ritrovamenti anche nella miniera "Little Eva" nella contea di Grand (Utah).

## Forma in cui si presenta in natura
La kokinosite si presenta in compresse o lame con facce a gradini, con dimensioni fino a 1 mm, ma anche come masse cristalline irregolari a gradini di dimensioni fino a diversi millimetri.
Il minerale è trasparente con lucentezza semi adamantina; il colore va dal giallo arancio al marrone arancio sfumato, mentre il colore del suo striscio è giallo.